# Jan-Erik Wikström
Jan-Erik Wikström, född 11 september 1932 i Stora Skedvi församling i Kopparbergs län, död 1 juli 2024 i Helga Trefaldighets distrikt i Uppsala, var en svensk förlagsman, politiker (liberal) och ämbetsman. Han var bland annat utbildningsminister 1976–1982.

## Biografi
Jan-Erik Wikström avlade studentexamen i Göteborg 1951 och blev filosofie kandidat vid Göteborgs universitet 1955. Han var litteraturchef på Gummessons Bokförlag 1961–1963 och förlagschef där 1963–1976.
Wikström blev tidigt politiskt aktiv och var andre vice ordförande i Folkpartiets ungdomsförbund 1962–1963 och förste vice ordförande 1963–1964. År 1964 valdes han in i Folkpartiets partistyrelse, och 1970–1975 var han ordförande för Folkpartiet i Stockholm. År 1970 blev han riksdagsledamot i första kammaren för Stockholms stads valkrets, och satt därefter för samma valkrets i enkammarriksdagen 1971–1973 samt 1976–1992. Han var statsråd och chef för Utbildningsdepartementet (med ansvar för högskole- och kulturfrågor) från den 8 oktober 1976 till den 8 oktober 1982 samt chef för Handelsdepartementet den 5–22 maj 1981. Han var den ende som var statsråd på samma post under alla de sex åren i fyra borgerliga regeringar. År 1992–1997 var han landshövding i Uppsala län.
Wikström var mycket engagerad i dels kulturfrågor, dels Mellanösternfrågor. Han var ordförande i Samfundet Sverige–Israels riksorganisation mellan 1994 och 1997.
Från 1964 var Wikström också ordförande för Immanuelskyrkans församling i Stockholm, som tillhörde Svenska Missionskyrkan. Han tillhörde Frikyrkliga Studieförbundets styrelse 1957–1976, från 1970 som ordförande.
Wikström var son till Börje Wikström, som var pastor i Evangeliska Fosterlands-Stiftelsen, och småskolläraren Essy Lilja. Han var gift första gången 1955–1979 med gymnasieläraren och författaren Grethel Wikström (1933–2003), andra gången 1980–1988 med konsertpianisten Inger Wikström (född 1939) och tredje gången 1995–2010[källa behövs] med prästen och politikern Cecilia Wikström (född 1965). I första giftet märks sönerna bokförläggaren och fotografen Jeppe Wikström och ledarskribenten Tobias Wikström.